# Vasili Andriánov
Vasili Ivánovich Andriánov (en ruso: Васи́лий Ива́нович Андриа́нов; Ivanisovo, RSFS de Rusia, 13 de agosto de 1920 – Moscú, Rusia, 7 de mayo de 1999) fue un oficial militar de la Fuerza Aérea Soviética y dos veces Héroe de la Unión Soviética. Andriánov recibió dos veces el título de Héroe de la Unión Soviética por realizar con éxito 177 misiones de combate durante la Segunda Guerra Mundial. Después de la guerra continuó sirviendo en la Fuerza Aérea y enseñó en la Academia Militar del Estado Mayor. Después de retirarse en 1981 con el rango de mayor general, murió en 1999 y fue enterrado en el cementerio Troyekúrovskoye.

## Biografía

### Infancia y juventud
Andriánov nació el 13 de agosto de 1920 en la pequeña localidad rural de Ivanisovo —en esa época situada en la gobernación de Tver (Imperio ruso), actualmente ubicada en el óblast de Tver (Rusia)— en el seno de una familia de campesinos rusos. Pasó su infancia y adolescencia en el pueblo de Sonkovo. En 1936 se graduó en ocho grados en la escuela local y posteriormente se graduó en el Colegio Cooperativo de Smolensk en 1938.
Entre 1939 y 1940 trabajó como instructor militar en la escuela secundaria de Sonkovo. En julio de 1940, fue reclutado por el Ejército Rojo. Después, en septiembre, se graduó en la Escuela Juvenil de Especialistas en Aviación del Distrito Militar de Leningrado y luego se convirtió en artillero y operador de radio en el 7.º  Regimiento de Aviación de Bombarderos Pesados ubicado en el Distrito de Leningrado donde operó en bombardeos TB-3.

### Segunda Guerra Mundial
En septiembre de 1941, se graduó en la Segunda Escuela de Aviación Militar de Moscú donde recibió formación inicial de piloto. Luego fue enviado a la Escuela de Aviación Militar Molotov (en Perm) para completar su formación como piloto. Después de graduarse en abril de 1943, se convirtió en piloto en el 10.º Regimiento de Aviación de Reserva en Kamenka con el rango de subteniente. En junio, fue asignado al 667.º Regimiento de Aviación de Ataque que estaba equipado con el avión de ataque a tierra Il-2, dicha unidad formaba parte del Frente de Vorónezh. 
Realizó por primera vez incursiones de ataque durante la batalla de Kursk. El 24 de julio de 1943 participó en un bombardeo contra la estación de tren de Bélgorod. Luego, en agosto, el regimiento apoyó el avance de las tropas soviéticas durante la ofensiva de Bélgorod-Járkov. El 31 de agosto recibió la Orden de la Guerra Patria de primera clase. En otoño, luchó en la batalla del Dniéper y en enero de 1944 en la ofensiva de Kirovogrado. Por esta época, se unió al Partido Comunista de la Unión Soviética. Luego luchó en la batalla de Korsun-Cherkassy hasta febrero. En ese momento, el regimiento fue galardonado con el título honorífico de «guardias» y renombrado como el 141.º Regimiento de Aviación de Ataque de la Guardia por su desempeño en combate. Entre marzo y abril participó en la ofensiva de Uman-Botoşani (parte de la ofensiva del Dniéper-Cárpatos).
El 24 de abril, fue ascendido a teniente y nombrado comandante de escuadrón. Se le concedió el título de Héroe de la Unión Soviética y la Orden de Lenin el 1 de julio por completar 87 misiones de combate. El 17 de julio recibió su segunda Orden de la Bandera Roja. En agosto de ese mismo año, combatió en la segunda ofensiva de Jassy-Kishinev. Luego, el regimiento fue transferido y luchó en las últimas etapas de la ofensiva de Leópolis-Sandomierz. Fue ascendido a teniente primero el 25 de septiembre.
Desde el 12 de enero de 1945, el regimiento luchó en la ofensiva de Sandomierz-Silesia (parte de la ofensiva del Vístula-Óder). Posteriormente luchó en las batallas y en la posterior Ofensiva de Baja Silesia en febrero y en la Ofensiva de Alta Silesia en marzo. El 22 de febrero recibió la Orden de Alejandro Nevski. Fue ascendido a capitán el 4 de abril. En abril, Andrianov y el regimiento lucharon en la batalla de Berlín, antes de ser transferidos, a principios de mayo, para luchar en la batalla de Praga. El 25 de abril, recibió su tercera Orden de la Bandera Roja. Durante la guerra, realizó 180 misiones de combate en el Il-2, en el curso de las cuales derribó dos aviones enemigos en solitario y, en el curso de diecinueve combates aéreos, consiguió otras tres victorias compartidas. El 27 de junio de 1945, se le concedió el título de Héroe de la Unión Soviética por segunda vez por completar 177 salidas de combate, hasta abril de 1945.

### Posguerra
Hasta junio de 1946, continuó sirviendo como comandante de escuadrón en el regimiento. El 6 de mayo de 1949 fue ascendido a mayor. En 1950 se graduó en la Academia Militar de la Fuerza Aérea de Monino. Luego se convirtió en comandante del 118.º Regimiento de Aviación de Ataque de la Guardia en Estonia. El 9 de enero de 1952 fue ascendido a teniente coronel y en 1953 se convirtió en profesor adjunto en el Departamento de Tácticas de Aviación de Ataque de la Academia de la Fuerza Aérea. Se convirtió en piloto-inspector de aviones de ataque de la Inspección del Ministerio de Defensa. En 1956, asumió el puesto de subcomandante de la 172.ª División de Aviación de Bombarderos en Polonia, que se convirtió en una unidad de cazabombarderos al año siguiente. El 30 de abril de 1957 fue ascendido a coronel. Se convirtió en jefe de Estado Mayor de la división en 1958 e ingresó en la Academia Militar del Estado Mayor de las Fuerzas Armadas de la URSS en 1959.
Después de graduarse en 1961, se convirtió en jefe de Estado Mayor de la 289.ª División de Aviación de Cazas-Bombarderos en Lutsk. Entre 1963 y 1964, fue jefe adjunto del Estado Mayor del 57.º Ejército Aéreo en Leópolis. En 1964, se convirtió en jefe de Estado Mayor de la Escuela Superior de Aviación Militar de Járkov. Posteriormente, en 1966, fue asignado como profesor titular a la Academia Militar Frunze, puesto en el que permaneció hasta 1969, cuando se convirtió en profesor titular del Departamento de Arte Operacional de la Academia Militar del Estado Mayor. Fue ascendido a mayor general el 8 de noviembre de 1971 y diez años después, en diciembre de 1981, se retiró del servicio activo en la Fuerza Aérea.
Después de retirarse fijó su residencia en Moscú. El 11 de marzo de 1985 se le concedió la Orden del Servicio a la Patria en las Fuerzas Armadas de la URSS de 3.er grado en el 40 aniversario del fin de la Segunda Guerra Mundial. Andrianov murió el 7 de mayo de 1999 y fue enterrado en el cementerio Troyekúrovskoye.

## Condecoraciones
A lo largo de su carrera militar fue galardonado con las siguientes condecoraciones:
|  | Héroe de la Unión Soviética, dos veces (n.º 1976 - 1 de julio de 1944 y n.º 6036 - 27 de junio de 1945) |
|  | Orden de Lenin (1 de julio de 1944)                                                                     |
|  | Orden de la Bandera Roja, tres veces (11 de octubre de 1943, 17 de julio de 1944 y 25 de abril de 1945) |
|  | Orden de Alejandro Nevski (22 de febrero de 1945)                                                       |
|  | Orden de la Guerra Patria de 1.er grado dos veces (31 de agosto de 1943 y 11 de marzo de 1985)          |
|  | Orden de la Gloria de 3.er grado (28 de diciembre de 1943)                                              |
|  | Medalla por el Servicio de Combate (15 de noviembre de 1950)                                            |
|  | Orden de la Estrella Roja (30 de diciembre de 1956)                                                     |
|  | Orden del Servicio a la Patria en las Fuerzas Armadas de la URSS de 3.er grado (30 de abril de 1975)    |
|  | Medalla de Zhúkov (1994)                                                                                |
|  | Medalla por la Liberación de Praga (1945)                                                               |
|  | Medalla por la Conquista de Berlín (1945)                                                               |
|  | Medalla por la Victoria sobre Alemania en la Gran Guerra Patria 1941-1945 (1945)                        |
|  | Cruz del Valor (Polonia; 19 de diciembre de 1968)                                                       |